# Столетнее яйцо
«Столетнее яйцо» (кит. трад. 皮蛋, пиньинь pídàn, палл. пидань; вариант названия — «тысячелетнее яйцо») — популярная закуска китайской кухни; представляет собой яйцо, выдержанное несколько месяцев в специальной смеси без доступа воздуха. Вероятно, прообразом «столетних яиц» послужили яйца, которые в целях длительного хранения засыпали щелочной глиной.

## Приготовление
Для приготовления «столетних яиц» используются, как правило, утиные или куриные яйца, иногда также используются и перепелиные. Существует целый ряд вариантов их приготовления, но все они сводятся к тому, чтобы погрузить яйца в среду с сильно щелочной реакцией и полностью изолировать от поступления воздуха. Свежие утиные, куриные или перепелиные яйца обмазывают смесью из чая, извести, соли, золы и глины, после чего закатывают в рисовую шелуху и солому, помещают в корзины и закапывают в землю. В бытовых условиях для приготовления щелочной обмазки рекомендуется использовать щёлочь — гидроксид натрия, а для изоляции от воздуха — полимерную плёнку.
В результате химических процессов белок и желток яйца приобретают сильно щелочную реакцию — их pH повышается до 9 и даже 12 (примерно такой же показатель имеет мыло). Процесс приготовления яиц занимает 15—20 дней в зависимости от времени года (зимой дольше), но часто яйца выдерживают 3—4 месяца.

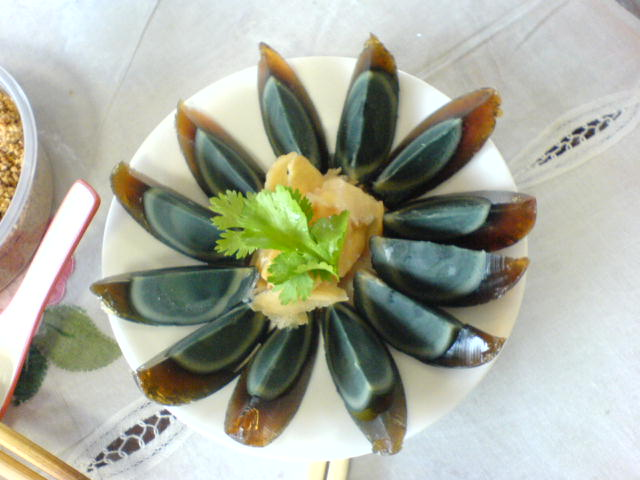
Нарезанные «столетние яйца», поданные как самостоятельная закуска

У правильно приготовленных яиц белок приобретает упругую консистенцию и становится тёмно-коричневого цвета и полупрозрачным. Желток становится кремообразным, тёмного цвета (от светло-серого до практически чёрного с зеленоватым оттенком) и издаёт сильный аммиачный запах. На поверхности очищенного от скорлупы готового яйца нередко можно заметить узоры, напоминающие изморозь на окне, которые образуются микроскопическими кристаллами выделяющихся из яйца веществ. Это послужило причиной другого названия данной закуски в китайском языке — «сосновые яйца», или «яйца сосновой хвои».
«Столетние яйца» отличаются хорошей устойчивостью в хранении — если их оставить в обмазке, они могут сохраняться до нескольких лет.

## Употребление
Употребление «столетних яиц» распространено в Китае и странах с исторически сильным китайским культурным влиянием (Юго-Восточная Азия, в определённой степени Япония и Корея). Чаще всего они подаются нарезанными на ломтики в качестве самостоятельной закуски; обычно их едят без какой-либо дальнейшей кулинарной обработки, иногда приправляют соевым или устричным соусом. Они используются также в качестве компонента салатов и других сложных блюд, например, в Китае и странах Юго-Восточной Азии их часто мелко нарезанными добавляют к рисовой каше.

## Галерея

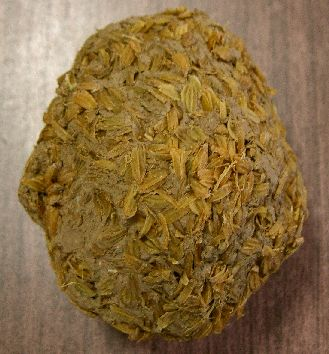
Яйцо, покрытое обмазкой и рисовой шелухой
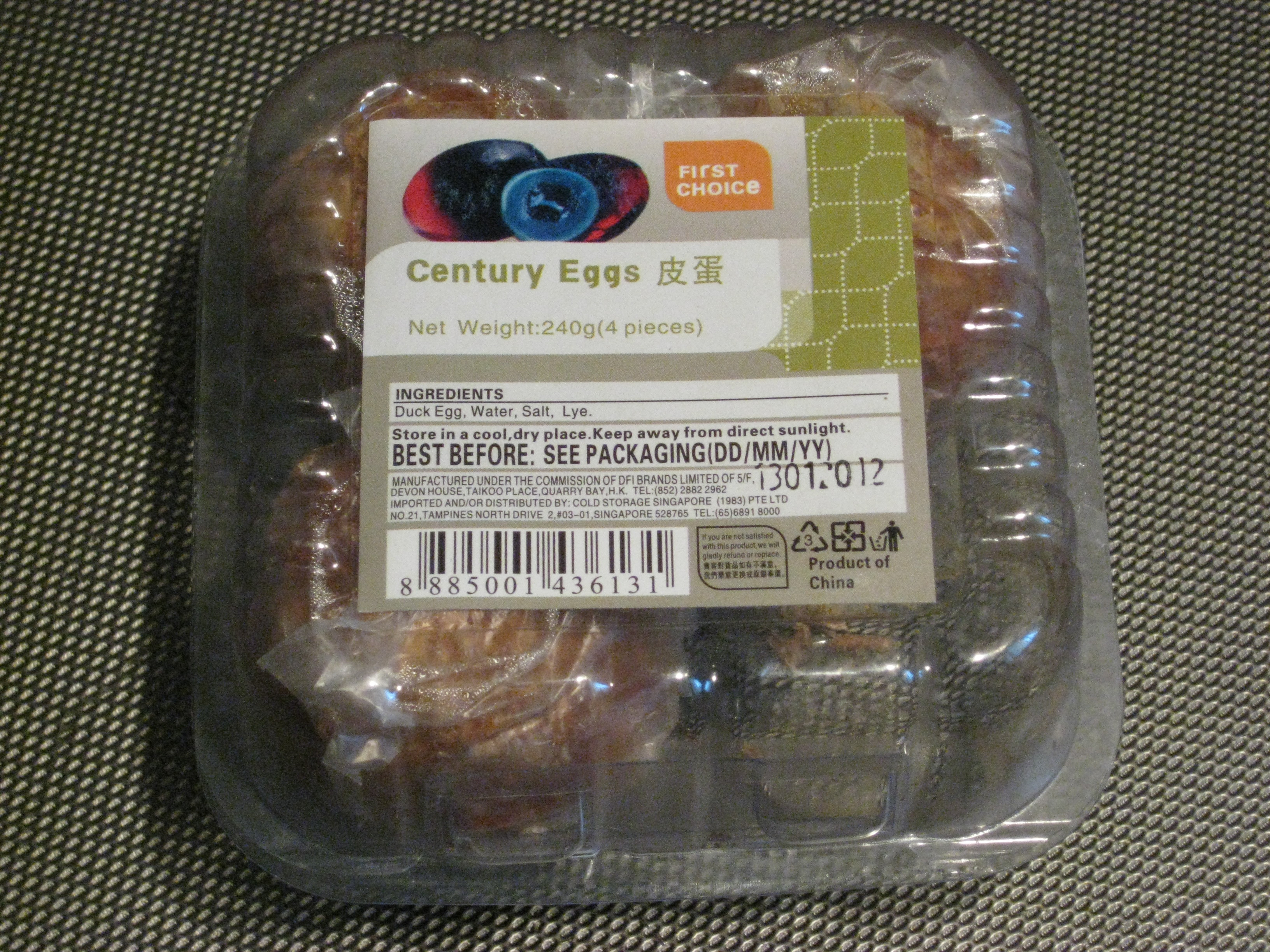
Фабричная упаковка «столетних яиц»
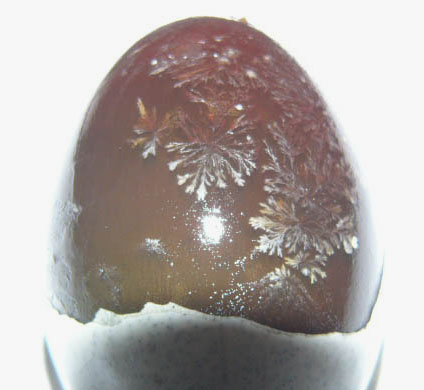
Кристаллические узоры на «столетнем яйце»
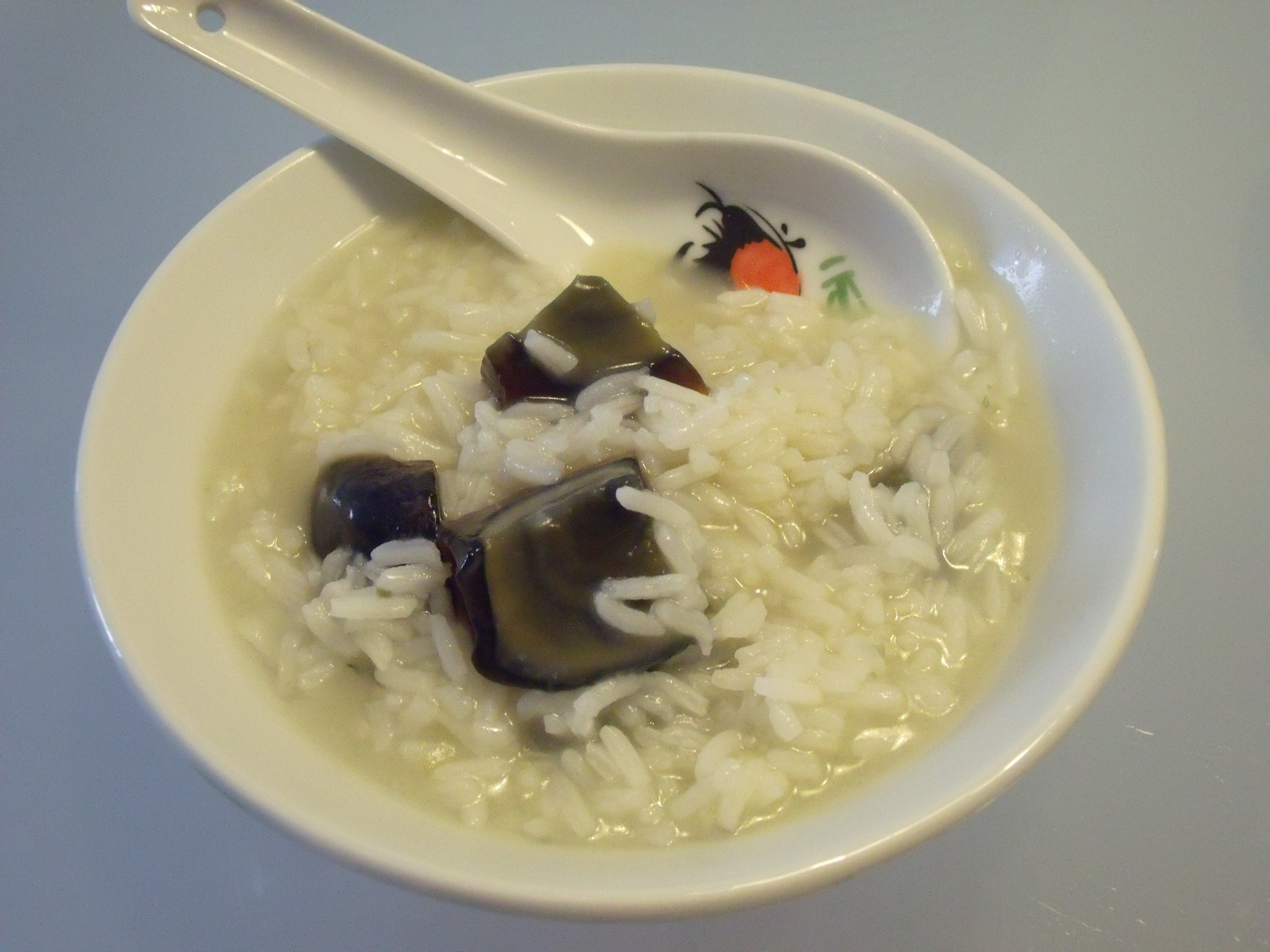
Нарезанное яйцо с рисовой кашей
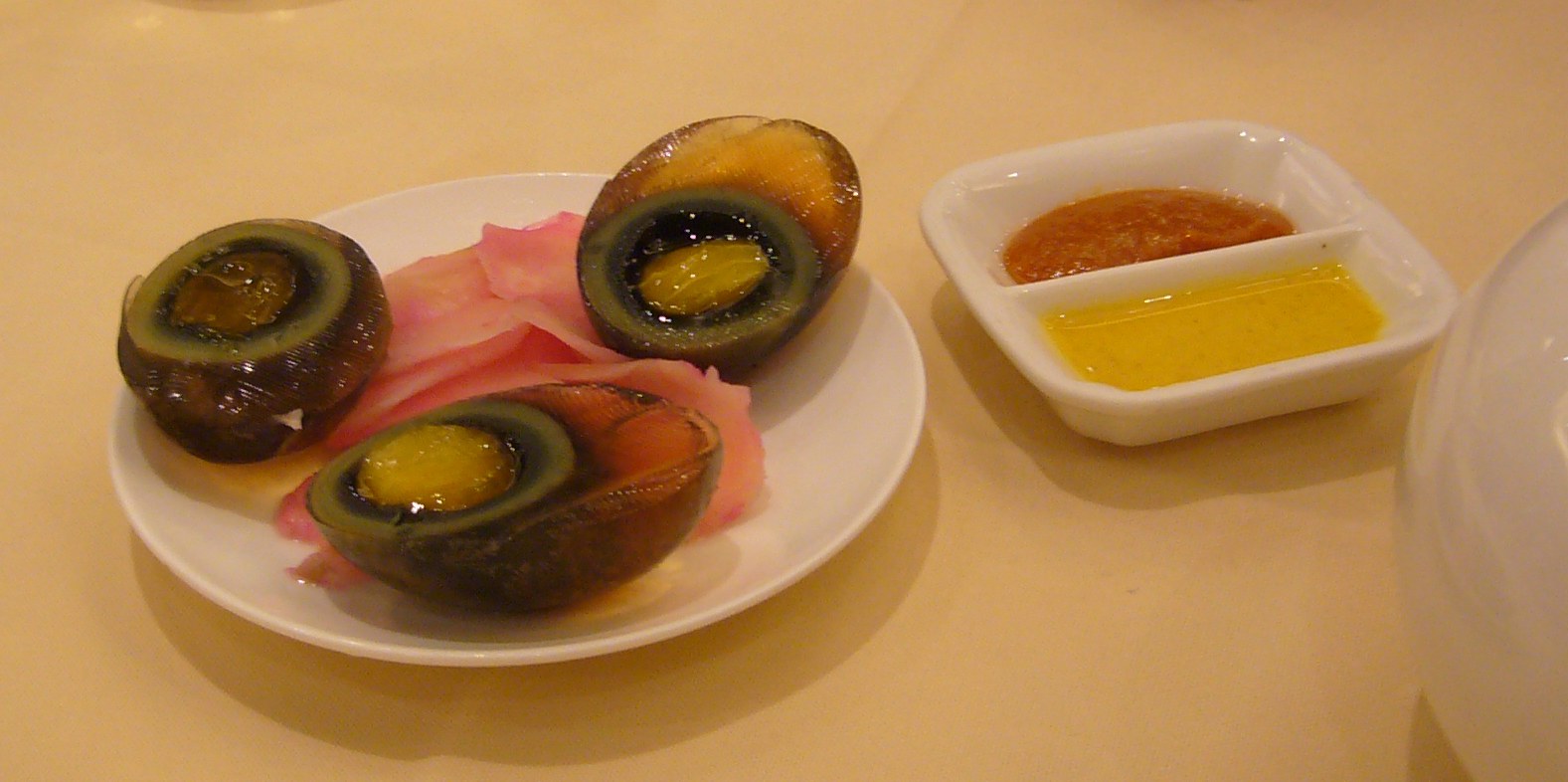
Блюдо из «столетних яиц»
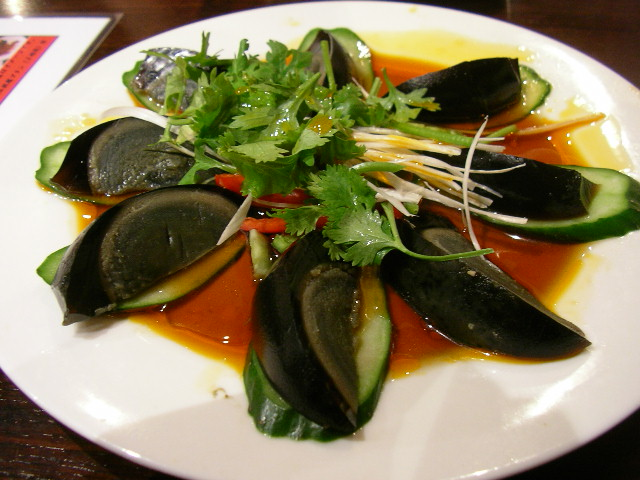
Закуска из «столетних яиц» на огурце
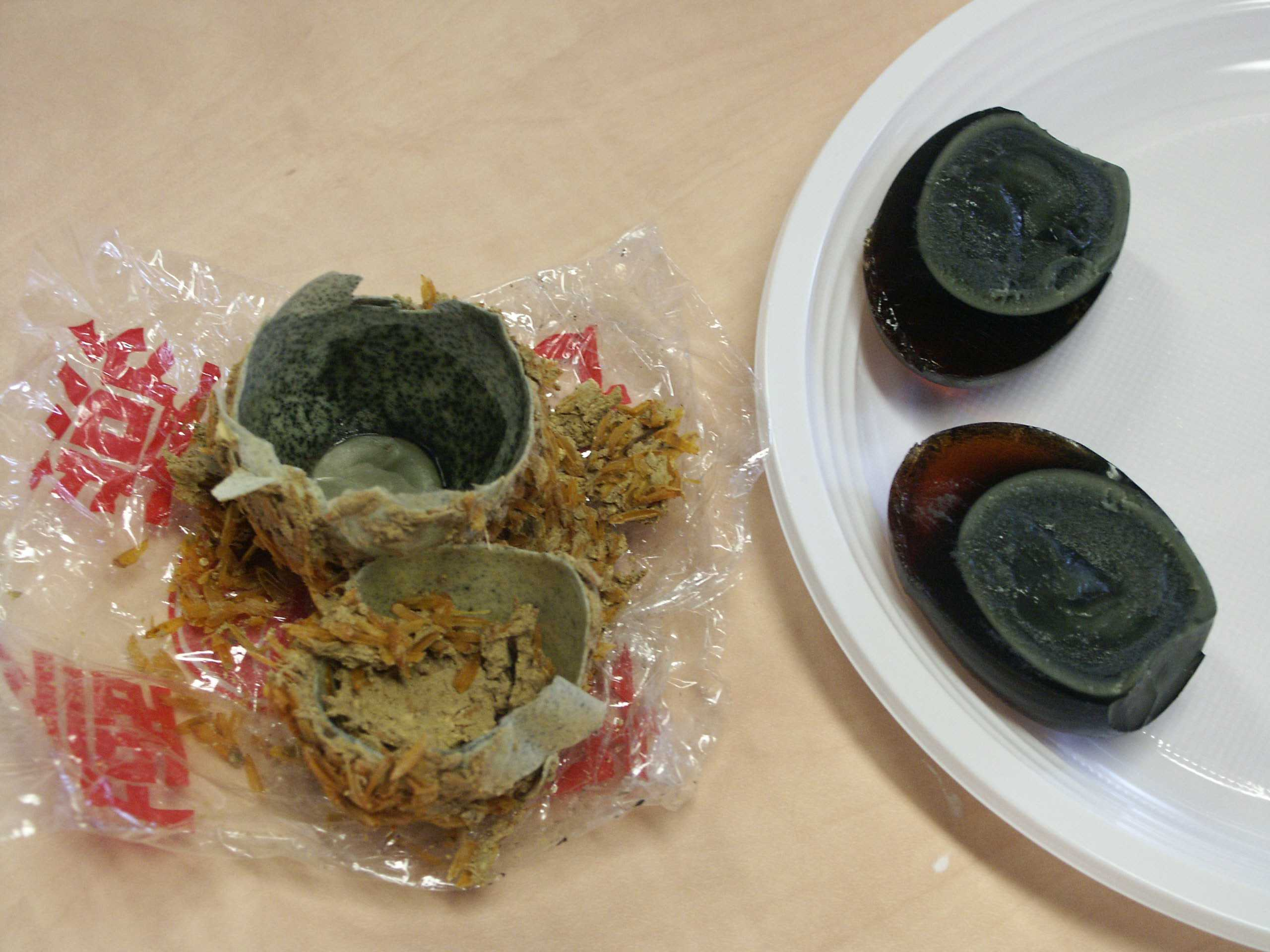
Извлечённое из упаковки «столетнее яйцо»
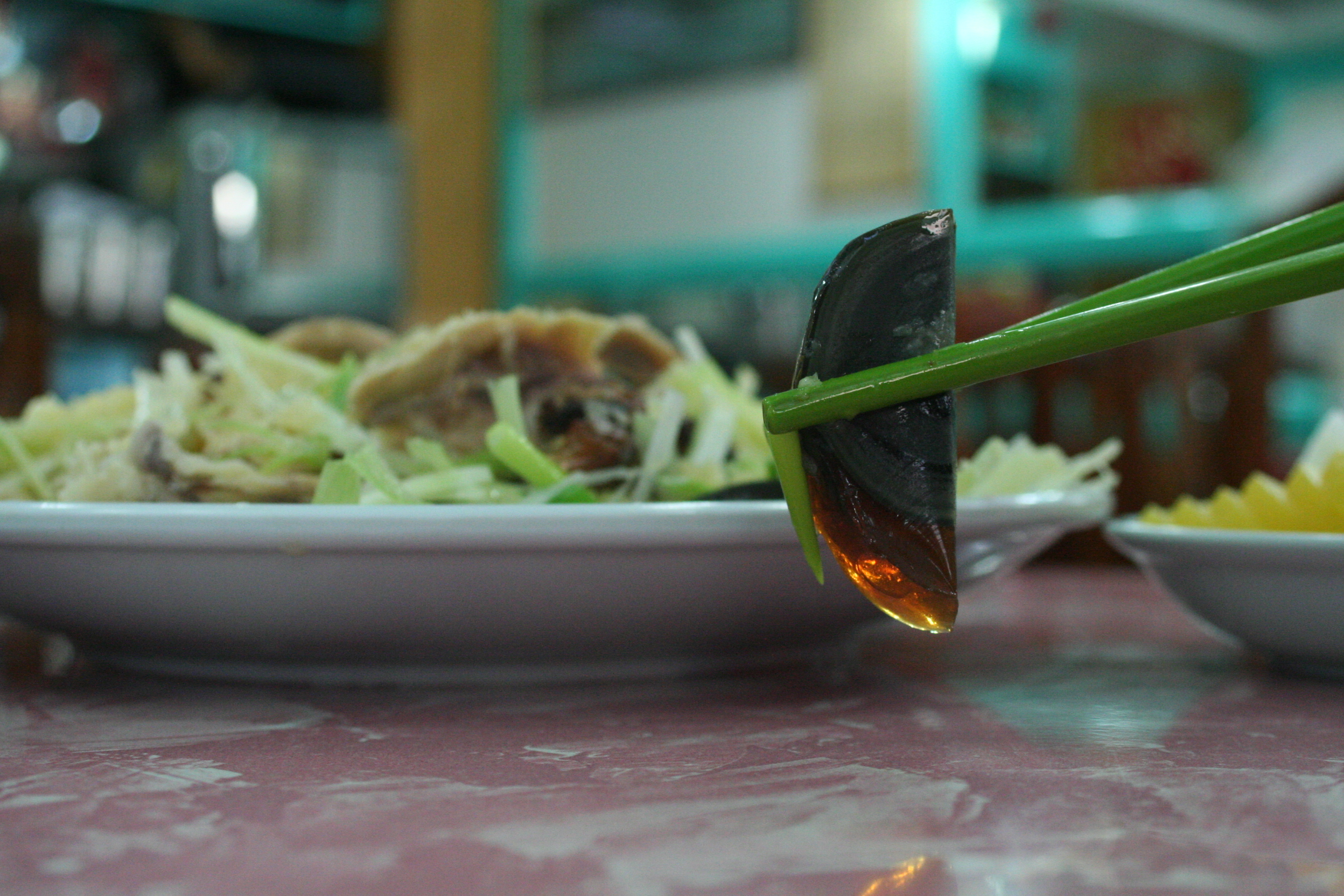
Захваченное палочками «столетнее яйцо»
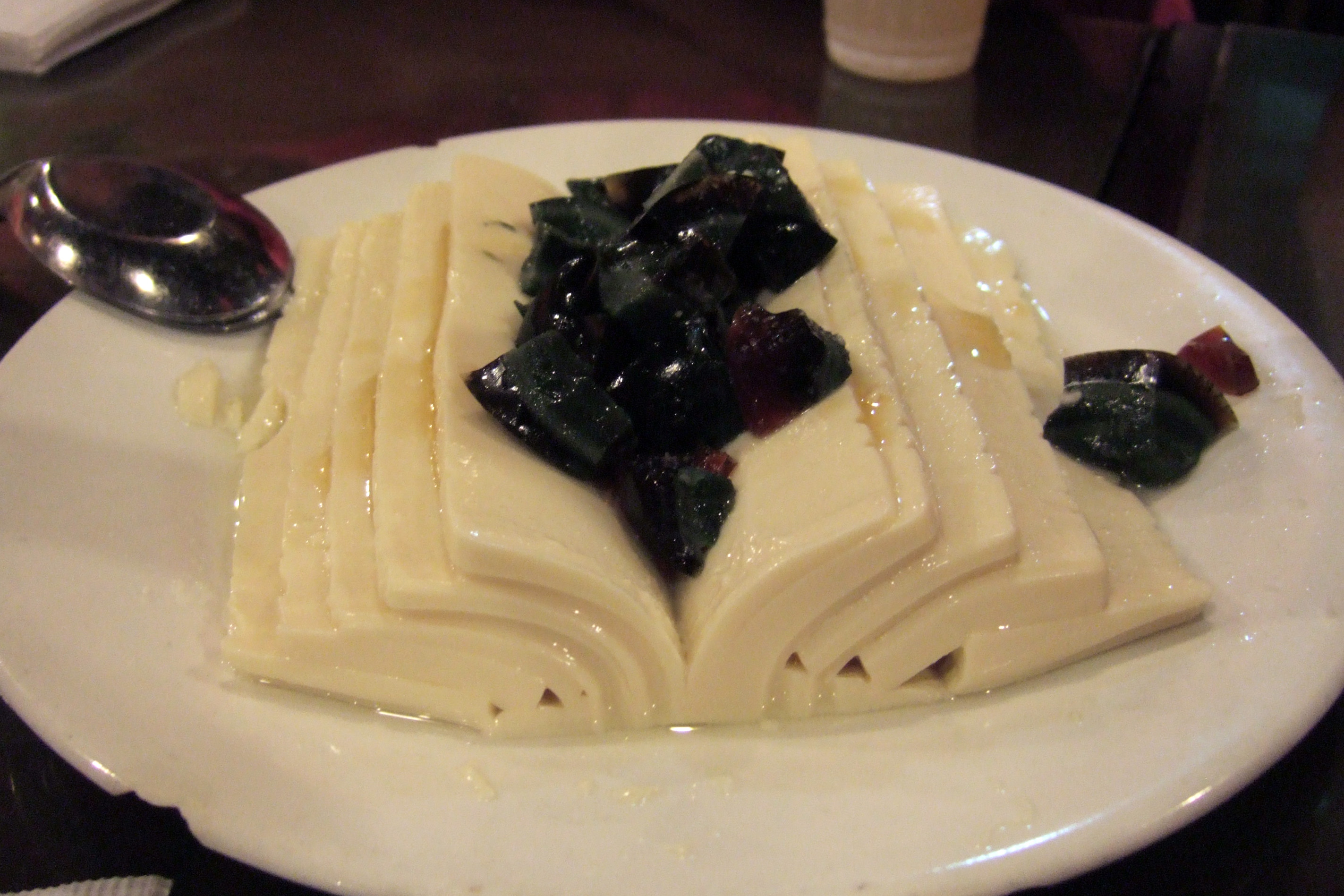
Блюдо из тофу со «столетними яйцами»
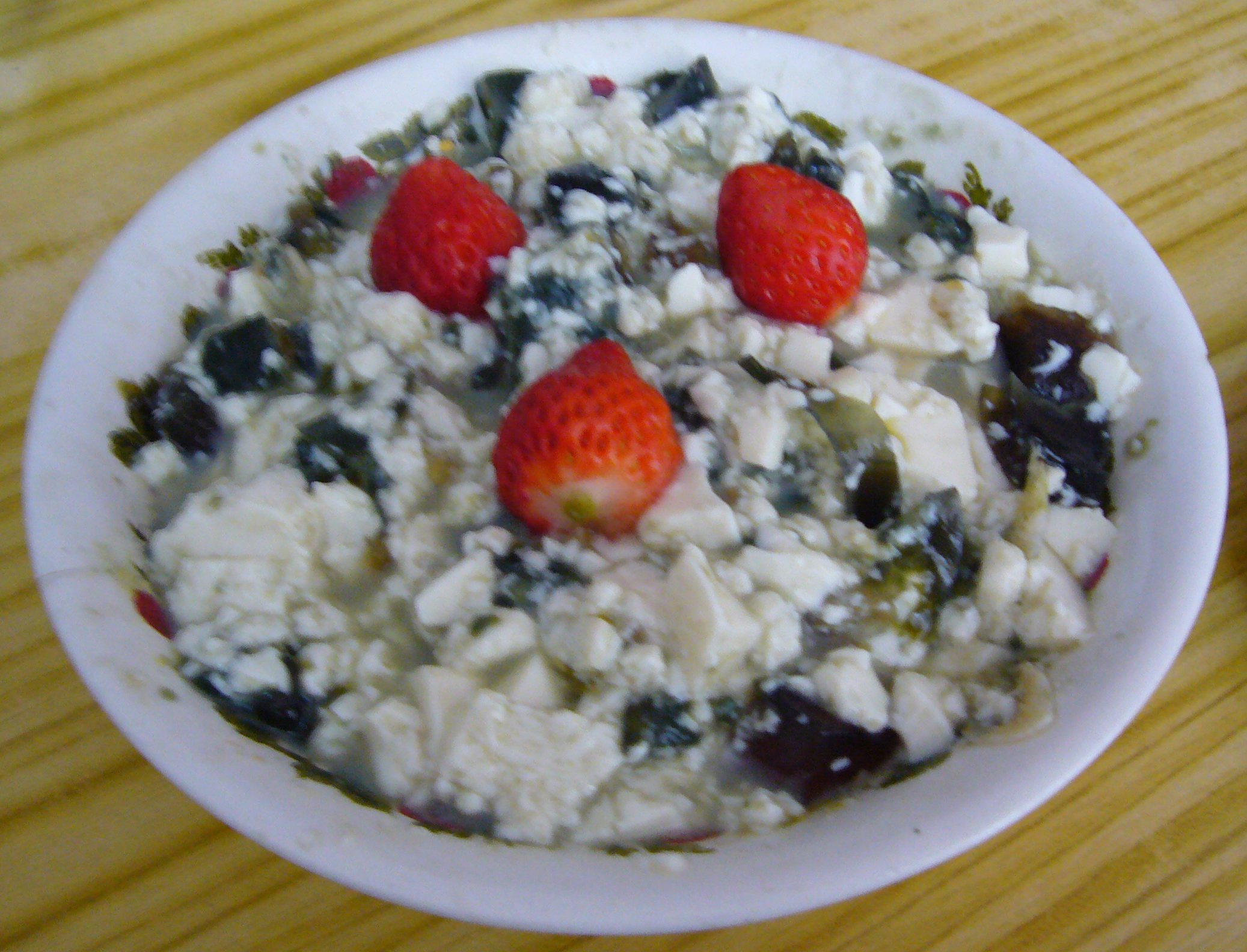
Салат с клубникой и «столетними яйцами»
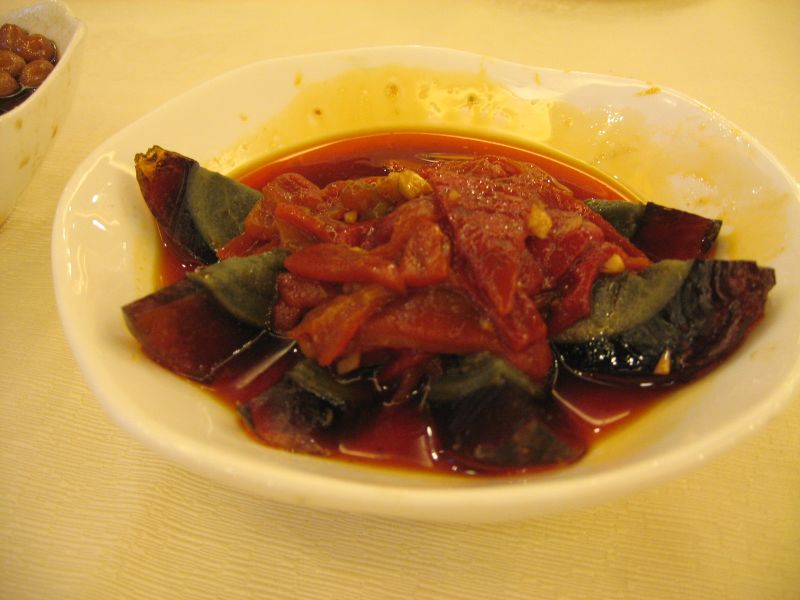
Блюдо из «столетних яиц»
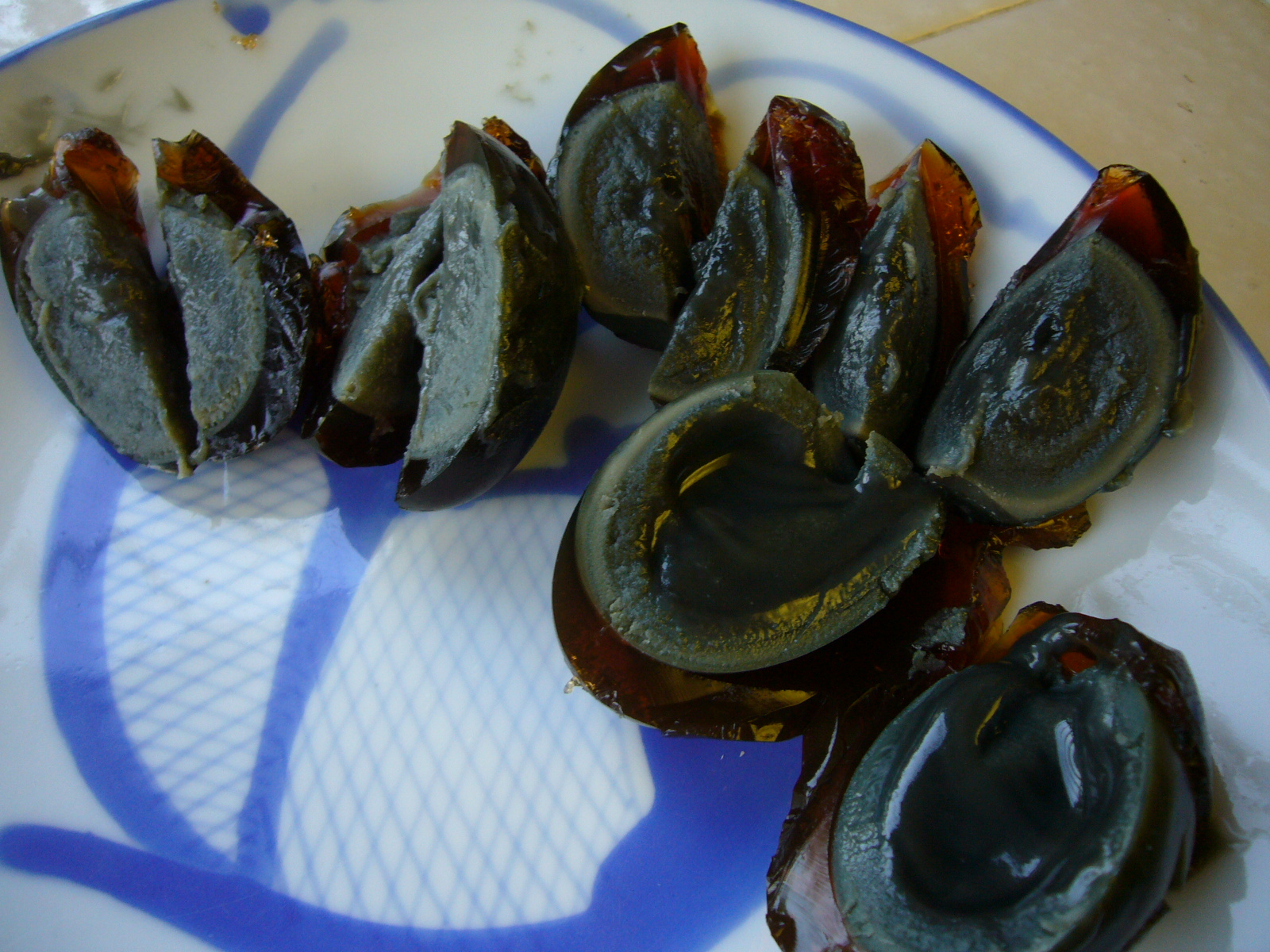
Нарезанные дольками «столетние яйца»